# Črnoviška oblast
Črnoviška oblast (ukrajinsko Чернівецька область, latinizirano: Černivec'ka oblast') je oblast na zahodu Ukrajine. Njeno upravno središče in edino večje mesto so Črnovice (ukrajinsko Černivci).
Na zahodu meji z Ivano-frankivsko oblastjo, na severu s Ternopilsko in Hmelnicko oblastjo, na vzhodu s Viniško oblastjo, na jugu pa z Moldavijo in Romunijo. Je najmanjša med ukrajinskimi oblastmi tako po površini (8097 km² oziroma 1,34 % ukrajinskega ozemlja) kot po prebivalstvu (896.566 prebivalcev leta 2021).
Oblast zajema severni del zgodovinskih pokrajin Bukovine, Besarabije in majhen del Moldavije (pokrajina Herca). Ustanovljena je bila 7. avgusta 1940 po sovjetski okupaciji Besarabije in severne Bukovine iz njihovih severnih delov s pretežno slovanskim prebivalstvom.

## Upravne delitve
Pred reformo julija 2020 se je oblast delila na 11 rajonov in dve mesti oblastnega pomena – Črnovice in Novodnistrovsk – podrejeni neposredno oblastni vladi.
Od oktobra 2020 oblast vsebuje tri rajone:
| Rajon             | Upravno središče | Površina (km²) | Prebivalstvo (2021) | Št. gromad |
| ----------------- | ---------------- | -------------- | ------------------- | ---------- |
| Vižniški rajon    | Vižnica          | 1882           | 90.354              | 9          |
| Dnistrovski rajon | Kelmenci         | 2122,5         | 154.440             | 10         |
| Črnoviški rajon   | Črnovice         | 4101,5         | 651.772             | 33         |

## Prebivalstvo
| ukrajinščina ruščina poljščina | romunščina moldavščina |

Po romunskem popisu leta 1930 je imelo ozemlje bodoče Črnoviške oblasti 805.642 prebivalcev, od tega 47,6 % Ukrajincev in 28,2 % Romunov. Preostanek je predstavljalo 88.772 Judov, 46.946 Rusov (med njimi pomembna skupnost Lipovanov), okoli 35.000 Nemcev, 10.000 Poljakov in 10.000 Madžarov.
Sestava prebivalstva se je močno spremenila med in po drugi svetovni vojni. Po podatkih zadnjega ukrajinskega popisa prebivalstva (2001) so Ukrajinci predstavljali 75 % (689.100) prebivalstva Črnoviške oblasti. 12,5 % (114.600) se je opredelilo za Romune, 7,3 % (67.200) za Moldavce in 4,1 % (37,9 tisoč) za Ruse. Druge narodnosti, kot so Poljaki in Belorusi, so skupaj štele 1,2 % prebivalstva. Izbira narodnosti na popisu je bila prosta (brez vnaprej ponujenih možnosti), kljub temu pa so romunske organizacije v Ukrajini kritizirale obstoj ločenih kategorij za Moldavce in Romune.
Materni jeziki so se pretežno skladali z etnično pripadnostjo, saj je znotraj vsake narodnostne skupine več kot 90 % ljudi kot materni jezik navedlo jezik svojega naroda.